# Xuan Thanh Saigon FC
El Xi măng Xuân Thành Sài Gòn Football Club fue un equipo de fútbol de Vietnam que milita en la V-League, la liga de fútbol más importante del país.

## Historia
Fue fundado en 2010 en la capital Saigón con el nombre Sài Gòn Xuân Thành F.C. y un año después ganó su primer título de liga y después, su primera copa. Desapareció en 2013.

## Palmarés
- V-League: 1

2011
- VFF Bred Cup: 1

2012

## Participación en competiciones de la AFC
| Temporada | Torneo  | Ronda          | Club               | Casa | Visita |
| --------- | ------- | -------------- | ------------------ | ---- | ------ |
| 2013      | AFC Cup | Fase de grupos | Tampines Rovers FC | 2–2  | 3–2    |
| 2013      | AFC Cup | Fase de grupos | East Bengal        | 0–0  | 1–4    |
| 2013      | AFC Cup | Fase de grupos | Selangor FA        | 2–1  | 1–3    |

## Entrenadores
| Nombre        | País    | Periodo   |
| ------------- | ------- | --------- |
| Lư Đình Tuấn  | Vietnam | 2010-2012 |
| Trần Tiến Đại | Vietnam | 2012      |
| Lư Đình Tuấn  | Vietnam | 2012-2013 |
| Trần Tiến Đại | Vietnam | 2013      |